# クリムチャク語
クリムチャク語（クリムチャクご、Krymchak）は、テュルク諸語に属する言語で、クリミア半島のラビ派ユダヤ人であるクリムチャク人（東欧ユダヤ人ではあるが、アシュケナジムやカライ派のクリミア・カライム人とはまた別の存在）によって話される。現存する話者は非常に少なく絶滅の危機に瀕している言語である。
ヘブライ語やアラム語からの借用語が多用されているが、言語としてはクリミア・タタール語の変形であり、ユダヤ・タタール語とも呼ばれる。古くはヘブライ文字で書かれたが、現在はキリル文字を用いて表記されている。

## 言語名別称
- Judeo-Crimean Tatar
- Judeo-Crimean Turkish